# Norberto Aguirre Palancares, Minatitlán
Norberto Aguirre Palancares är en ort i Mexiko.   Den ligger i kommunen Minatitlán och delstaten Veracruz, i den sydöstra delen av landet, 600 km öster om huvudstaden Mexico City. Norberto Aguirre Palancares ligger 33 meter över havet och antalet invånare är 278.
Terrängen runt Norberto Aguirre Palancares är kuperad västerut, men österut är den platt. Runt Norberto Aguirre Palancares är det ganska glesbefolkat, med 29 invånare per kvadratkilometer. Närmaste större samhälle är Chuniapan de Arriba, 14,2 km sydväst om Norberto Aguirre Palancares. Omgivningarna runt Norberto Aguirre Palancares är en mosaik av jordbruksmark och naturlig växtlighet.